# Радушная (станция)
Радушная — грузо-пассажирская железнодорожная станция Криворожской дирекции Приднепровской железной дороги в пгт Радушное Криворожского района Днепропетровской области.

## История
Открыта в 1904 году возле одноименного поселения.

## Характеристика
Расположена в посёлке городского типа Радушное Криворожского района Днепропетровской области между станциями Незалежная (6 км) и Апостолово (24 км).
На станции останавливаются электропоезда Апостолово — Кривой Рог.